# Schittal
Schittal war eine abessinische Masseneinheit (Gewichtsmaß) für Erz.
- 1 Schittal = 7 Farrasl = 150 Rottel (1 R. = 311,035 Gramm) entspricht etwa 46,6552 Kilogramm für Kupfer
  - 1 Farrasl = 20 Rottel; bei Kupfer 21 3/7 Rottel